# Mydirtyhobby
My Dirty Hobby, kurz MDH, bzw. mydirtyhobby.de ist eine Online-Community für pornografische Inhalte mit Schwerpunkt auf sogenannten Amateuren in Form von Videos, Bildern und Webcams.
Die Website befand sich im Februar 2010 unter den 80 meistaufgerufenen Websites in Deutschland und ist die bekannteste deutschsprachige Website für Amateurpornografie. Mittlerweile befindet sie sich nur noch unter den 600 meistaufgerufenen Websites in Deutschland.
Die Homepage mydirtyhobby.de gehört zur Mindgeek-Gruppe, die bis 2013 unter dem Namen Manwin in Besitz von Fabian Thylmann war, der dann seine Anteile am Unternehmen an das Management verkaufte.

## Allgemeines
Unter den Mitgliedern von My Dirty Hobby befinden sich Amateure sowie professionelle Pornodarsteller wie beispielsweise Vivian Schmitt oder Emma Starr. Die Website bietet Mitgliedern unter anderem die Möglichkeit zur persönlichen Kontaktaufnahme durch Chat und Instant Messaging.
Mit Stand Februar 2015 finden sich mehr als 350.000 von Mitgliedern hochgeladene Videos und 3,77 Millionen Bilder auf der Seite; mit Stand Mitte August 2020 waren es laut Angaben des Anbieters 519.000 Videos und 5.048.000 Bilder.

## Auszeichnungen und Awards
My Dirty Hobby erhielt mehrfach Auszeichnungen im Rahmen der Venus Awards:
- 2010: Beste Website Amateur National[5]
- 2011: Best Amateur Website Germany[6]
- 2011: Best New Amateur DVD Series Europe[6]
- 2019: Beste Amateurcommunity
- 2022: Beste Amateurcommunity
- 2023: Beste Amateurcommunity

## Sonstiges
Unter den Bezeichnungen „MyDirtyNight“ und „MyDirty-Porndate“ finden organisierte Veranstaltungen statt, bei denen sich Community-Mitglieder treffen können.
Ende 2011 erschien ein Kalender mit Abbildungen von verschiedenen Amateuren.
2012 sponserte My Dirty Hobby ein Sportwagenteam, 2015 wurde die René Schwuchow Show unterstützt.
2012 existierten zwei inhaltsgleiche Portale mydirtyhobby.com und mydirtyhobby.de. Nur bei der .de-Seite wurde die in Deutschland für Pornoseiten vorgeschriebene Alters- und Identitätsverifizierung vorgenommen, bei der ebenfalls in Deutschland erreichbaren .com-Seite gab es diese Prüfungen nicht. Inzwischen leitet in Deutschland die .com-Seite auf .de weiter. Sämtliche Pornovideos werden vor der Veröffentlichung redaktionell geprüft, die Amateurdarsteller erhalten als Unterstützung auch Drehbücher für ihre Pornofilme. Außer Amateurdarstellern sind auch Prostituierte als Darsteller registriert. Es wurde kritisiert, dass die „Grenzen zwischen Porno-Website, Drehs mit Fans und Zuhälterei verschwimmen“ würden, weil die Chats in mydirtyhobby.com auch als Möglichkeit zur Kontaktanbahnung zwischen Freiern und Prostituierten genutzt werden. Die Darsteller erhalten 25 % der mit den Fotos und Videos erzielten Einnahmen. Von den mehr als 6.000 Darstellern konnten nur wenige hundert Personen von den erzielten Einnahmen leben.
Nur einzelne Personen erhalten mehr als 25 % der Einnahmen.
Seit dem 8. November 2019 veröffentlicht My Dirty Hobby einen eigenen Podcast mit dem Namen Dirty Talk auf Spotify, Deezer, SoundCloud und Apple Podcasts. In den Folgen gibt es Interviews mit Amateur-Pornodarstellern zu hören, die einen Einblick hinter den Kulissen erlauben.
2020 ging die Kommission für Jugendmedienschutz gegen viel besuchte und reichweitenstarke Pornoportale vor. Dazu zählen YouPorn, Pornhub und My Dirty Hobby, hinter denen ein und dasselbe Unternehmen steht. Laut KJM würden die Webseiten gegen den Jugendmedienschutz-Staatsvertrag verstoßen, weil sie Pornographie frei zugänglich machten. Die Webseiten würden nicht sicherstellen, dass Minderjährige keinen Zugang haben.